# Juan Luis del Mar
Juan Luis del Mar (Cuzco, 25 de agosto de 1855 - Huamachuco, 10 de julio de 1883) fue hijo de Juan Manuel del Mar Bernedo y su esposa Isabel Marquez de Rivero de Mar. De niño mostró afición por la carrera de las armas y terminada su educación, en el Colegio Guadalupe, ingresó en clase de soldado al Regimiento Húsares de Junín, donde pronto ascendió á la clase de sargento primero.
Cuando inicio la guerra del Pacífico pasó al mando del actual Ministro de la Guerra, se incorporó en el batallón Jauja donde peleó en la batalla de San Juan y Miraflores, siendo herido en el brazo izquierdo, y aún sin cicatrizar su herida tomó el camino del centro en busca del caudillo que quedaba sosteniendo el pabellón bicolor. 
Juan Luis se distinguió en el primer combate de Pucará, como en el combate de Acuchimay. En Marcaballe recibió otra herida con la que logró un nuevo ascenso, recibiendo el grado de Sargento Mayor efectivo, y en la batalla de Huamachuco era tercer jefe del batallón San Gerónimo, donde murió el 10 de julio de 1883 a los 28 años de edad. Sus restos no fueron encontrados.